# FIRST KISS (MACOのアルバム)
『FIRST KISS』（ファースト キス）は、MACO初のスタジオ・アルバム。2015年11月4日にユニバーサルミュージックから発売。

## 収録曲

### CD
1. LOVE(4:41)
作詞：MACO、作曲：MUSOH
テレビ朝日系「お願い!ランキング」5月度エンディングテーマソング
2. ふたりずっと(5:21)
作詞：MACO、作曲：MUSOH
3. Kiss(5:21)
作詞：MACO、作曲：MUSOH
YouTubeドラマ『ラストキス』主題歌、日本テレビ系『バズリズム』10月エンディングテーマ
4. 告白(5:48)
作詞：MACO、作曲：Takashi Yamaguchi
5. Don’t You Know I Love U(3:35)
作詞：MACO、作曲：DEY GON GET IT・MUSOH・GALAX
6. アタシノスキナヒト(3:40)
作詞：MACO、作曲：Ricky Hanley・Dawn Joseph・Rob Derbyshire
7. 24歳の私からママへ(5:38)
作詞：MACO、作曲：MACO・Marchin
8. マフラー(4:53)
作詞：MACO、作曲：Takashi Yamaguchi
9. We Gonna Be Happy(3:57)
作詞：MACO、作曲：MUSOH
10. SHINY STARS(4:00)
作詞：MACO、作曲：Hisashi Nawata
NHK・民放連共同ラジオキャンペーンin北海道「キタラジ」キャンペーンソング
11. 君の背中に(3:36)
作詞：MACO、作曲：Jeff Miyahara・Erik Lidbom
12. 青春の翼(3:36)
作詞：Michel Charles Sardou・Pierre Jean Maurice Billon・日本語訳詞：MACO、作曲：Michel Charles Sardou
映画『エール!』主題歌日本語版

### DVD
1. LIVE at LIQUIDROOM（2015.6.14）Behind The Scene
2. Album FIRST KISS & Kiss Jacket Making
3. ふたりずっと Music Video & Making
4. LOVE Music Video